# Teer

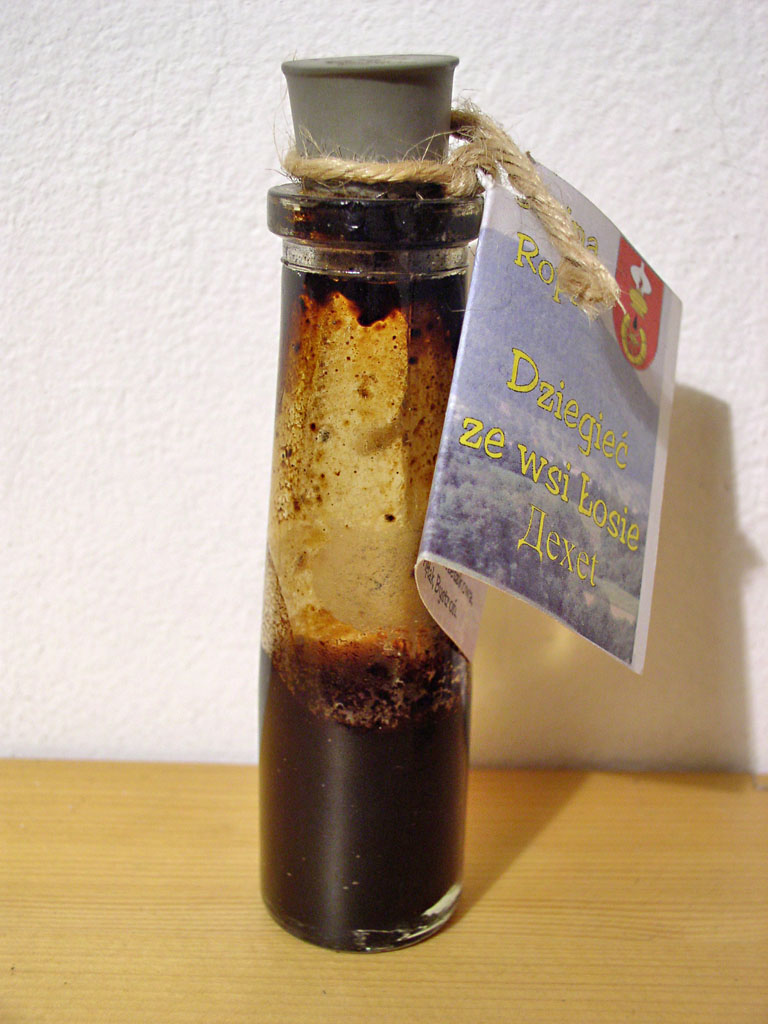
Holzteer

Teer (von mittelniederdeutsch ter ‚Holzteer‘, ‚Harz‘, verwandt mit germanisch treva, terva ‚Baum‘, ‚Kienholz‘; lateinisch pix, daraus Pech) ist ein bräunliches bis schwarzes, zähflüssiges Gemisch organischer Verbindungen, das durch zersetzende thermische Behandlung (Pyrolyse) organischer Naturstoffe gewonnen wird. Eine andere, auf das spanische alquitrán bzw. das arabische Wort القطران (al-qiṭrān) zurückgehende Bezeichnung für Teer ist Goudron (das französische Wort für Teer), zum Beispiel in Goudronanstrich.
Als Teersee bezeichnet man veraltete Deponien für flüssige Industrieabfälle. 
Produkte, die bei Abtrennung der leichter flüchtigen Anteile (Leichtbenzin, Kerosin, Naphtha, Schweröl usw.) bei der Destillation von Erdöl als Rückstand im Sumpf verbleiben, heißen Bitumen. Bitumen und Teer sind zwei deutlich verschiedene Substanzen, auch wenn beide braunschwarz und dickflüssig sind.

## Etymologie
Das im 16. Jahrhundert aus dem Niederdeutschen ins Hochdeutsche übernommene Wort geht zurück auf mittelniederdeutsch ter[e] (→ englisch tar). Das den Bewohnern der Küsten von Nord- und Ostsee, für die der Teer (pix liquida) bzw. das Schiffspech (pix navalis) ein unentbehrliches Hilfsmittel beim Schiffbau war, gemeinsame Wort bedeutet eigentlich der/das zum Baum Gehörige und gehört zu indogermanisch deru- Eiche, Baum (→ englisch tree), worauf auch das germanische Baumnamensuffix -đr[a] -der bzw. -ter (etwa in Flieder, Holunder, Wacholder, Affolder = veraltet für Apfelbaum) zurückgeht.

## Gewinnung

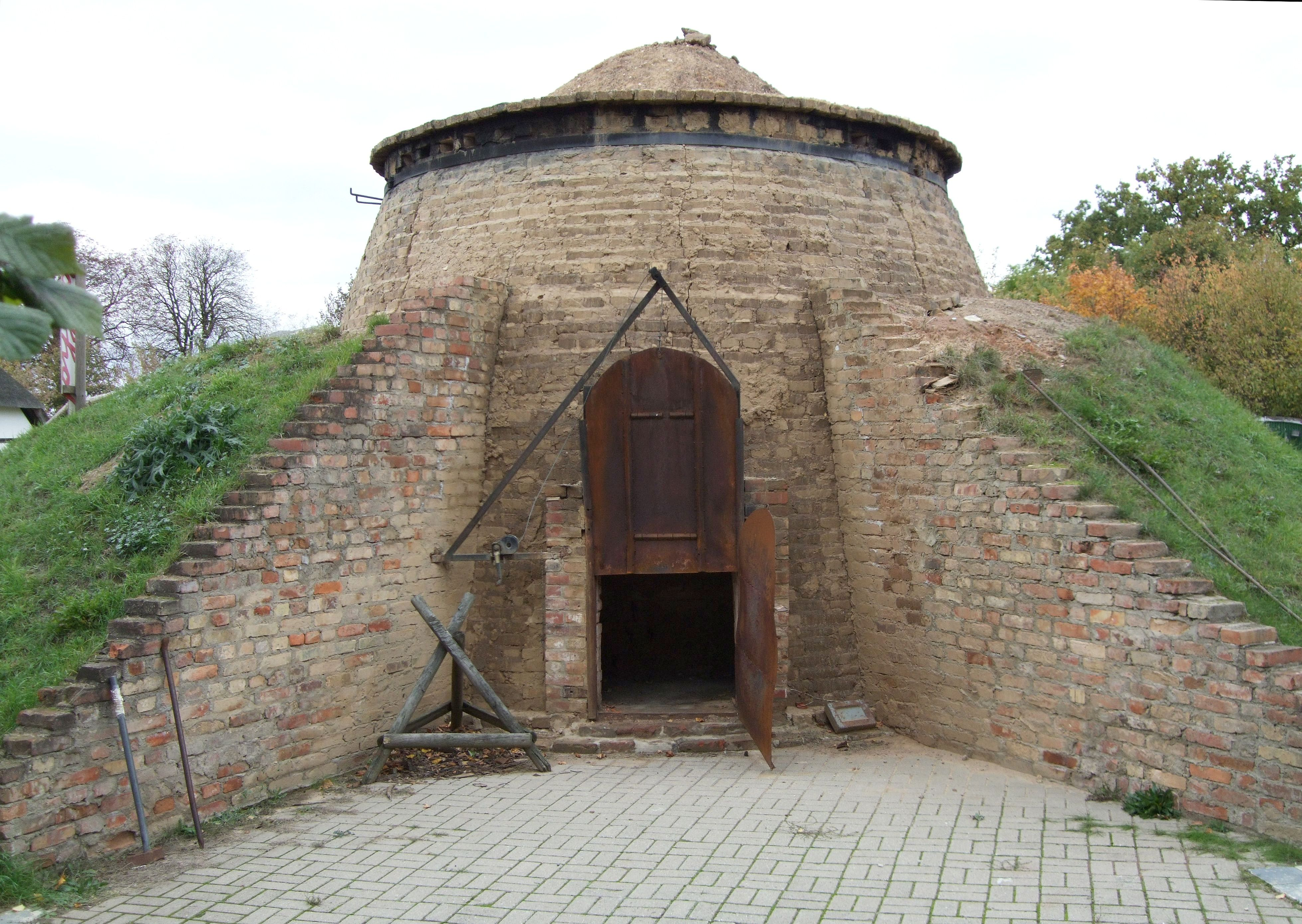
Teerofen zur Holzverschwelung, Seite mit der Heizöffnung

Teer kann aus verschiedenen organischen Verbindungen stammen:
Die industriell wichtigsten sind Steinkohlenteer und Holzteer, aber es werden auch Teere aus weiteren Quellen produziert:
- Braunkohlenteer ist eine braune bis schwarzbraune, feste Masse. Er entsteht als wichtigstes Produkt bei der Schwelung[6] von Braunkohle oder Braunkohlenbriketts. Die Menge und Zusammensetzung des Braunkohlenteers sind von der Ausgangskohle und der Art der Schwelung abhängig. Während die Heizflächenschwelung zu kleineren Teerausbeuten und zu spezifisch schwereren Teeren führt, erhält man bei der Spülgasschwelung eine wesentlich größere Teerausbeute. Die Spülgasteere zeichnen sich durch einen hohen Alkangehalt (Paraffine) aus. Je nach den Zersetzungstemperaturen unterscheidet man Braunkohlenschwelteer (Braunkohlenurteer), der bei Schweltemperaturen von 550 bis 650 °C gewonnen wird, und Braunkohlenhochtemperaturteer (BHT-Teer), der bei Verkokungstemperaturen von 1000 bis 1200 °C anfällt. Hauptprodukt bei diesen Temperaturen ist der Braunkohlenhochtemperaturkoks (Verkokung). Im Gegensatz zum Steinkohlenteer, der hauptsächlich aromatische Verbindungen enthält, besteht der Braunkohlenteer vorwiegend aus aliphatischen Kohlenwasserstoffen.
- Ölteer entsteht bei der thermischen Zersetzung von Mineralölen zu Ölgas und bei der Herstellung von Wassergas. Er ähnelt in Beschaffenheit und Zusammensetzung dem Steinkohlenteer, unterscheidet sich jedoch von ihm durch geringere Dichte und durch eine niedrigere Viskosität. Ferner enthält er kaum Phenole und basische Stoffe. Man verwendet Ölteer häufig als Brennstoff oder zum Betrieb von Dieselmotoren.
- Schieferteer ist eine dunkelbraune Flüssigkeit, die bei der Schwelung von Ölschiefer entsteht und vor allem auf Schmier- und Dieselöl aufgearbeitet wird.
- Wassergasteer ist eine dunkelbraune, ölig-flüssige Masse mit hohem Wassergehalt. Er entsteht bei der Erzeugung von Wassergas oder Generatorgas und enthält hauptsächlich aliphatische Kohlenwasserstoffe und aromatische Zersetzungsprodukte.
- Torfteer ist eine hochviskose, bei Zimmertemperatur oft salbenartige, schwarze Flüssigkeit von durchdringend scharfem Geruch, die neben Phenolen gesättigte und ungesättigte aliphatische und aromatische Kohlenwasserstoffe, Pyridinbasen, Schwefelverbindungen und Fettsäuren enthält.
- Fettteer ist eine braune, zähflüssige Masse, die bei der fraktionierten Destillation von Abfallfetten (Knochenfett, Wollfett, Hautfette, Abdeckereifette, Abwässerfette und Walkfette), Fetten und fetten Ölen anfällt. Er wird destillativ nochmals in verschiedene Fettsäuren zerlegt. Den zähen, nach dem Erkalten recht harten Blasenrückstand bezeichnet man als Stearin- oder Fettpech. Dieses wird für die Isolation von Kabeln verwendet.
- Knochenteer (Hirschhornöl, Tieröl) entsteht bei der Verkohlung entfetteter, oft noch zerkleinerter Knochen (Tierkohle) als eine schwarzbraune, dicke Flüssigkeit von unangenehmem Geruch, aus der man durch Destillation Dippels Öl gewinnt. Der Destillationsrückstand ist Knochenteerpech.
- Biomasse-Teer[7] ist eine schwarzbraune, zähflüssige Masse, diese entsteht in der Biomassevergasung bei der Abkühlung des erzeugten Gases. Er kann für verschiedene Zwecke verwendet werden.
- Pflanzenteer entsteht bei der Verkohlung von Pflanzenkohle oder anderer pflanzlicher Stoffe. z. B. Laub, Getreideschalen, Gerberlohe.
- Essigteer entsteht als Absetzrückstand des Holzessigs (Büttenteer, Ligninteer) oder nach dessen Verdampfung im Zweiblasensystem.[8]
- Weitere Teere: Melasseteer, Schlempeteer, Bagasseteer, Vinasseteer u. a.; sie entstehen bei der Pyrolyse von Melasse, Bagasse, Vinasse und Schlempe.[9]
- Mondgasteer entstand früher bei der Mondgaserzeugung.

## Verwendung
Aus Teer können aromatische Bestandteile wie beispielsweise Naphthalin, Anthracen und Phenanthren isoliert werden. Ruß und Imprägnieröle für den Holzschutz werden ebenfalls aus Teer hergestellt.
Steinkohlenteeröl hat nach wie vor eine gewisse Bedeutung für den industriellen Holzschutz, z. B. für Eisenbahnschwellen oder Freileitungsmasten. Er wurde in den letzten Jahren weiterentwickelt, um seine Umweltverträglichkeit zu verbessern.

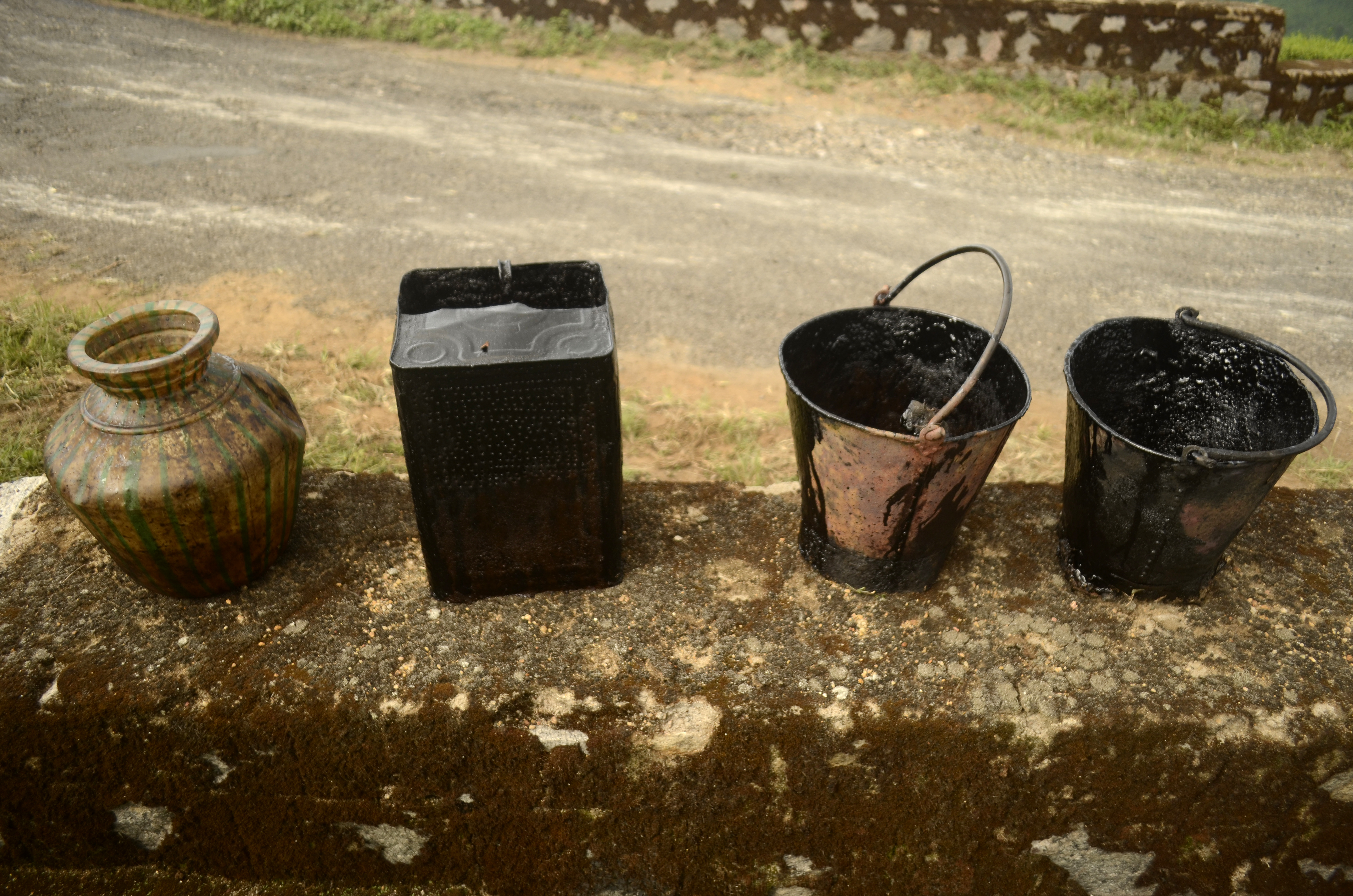
Werkzeuge zum Teeren von Straßen in Indien

Der Schweizer Arzt Ernest Guglielminetti entwickelte eine Vorläufermethode der heutigen Asphaltierung von Straßen. Zur Staubbekämpfung ließ er am 13. März 1902 in Monaco erstmals 40 Meter Straße mit heißem Teer bestreichen. Dieses Verfahren fand weltweite Verbreitung und trug Guglielminetti den Beinamen Dr. Goudron (französisch für Teer) ein. Entgegen der Verwendung im allgemeinen Sprachgebrauch (Teeren als Begriff für Asphaltarbeiten auf Straßen) ist Teer in Westdeutschland seit dem Jahr 1984 und in Ostdeutschland seit 1990 wegen seiner gesundheitsschädlichen Wirkung für den Einsatz im öffentlichen Straßen- und Wegebau verboten. Stattdessen verwendet man heute Bitumen als Bindemittel. In manchen Fällen wurde auch so genanntes Carbobitumen (auch Pechbitumen) verwendet. Dabei handelt es sich um eine Mischung aus Bitumen und Teer. Diese Mischform wird ebenso wie der reine Teer in Deutschland nicht mehr verwendet und muss gesondert entsorgt werden.

## Gefahren und medizinische Verwendung
Langzeitiges Einwirken des Teers auf die Haut kann Hautveränderungen hervorrufen, die im schlimmsten Fall krebsverursachend sind. Teerpräparate werden bzw. wurden in der Medizin allerdings auch als äußerlich anwendbare Arzneimittel gegen Hautkrankheiten genutzt, da sie juckreizstillend, keimtötend und durchblutungsfördernd wirken, etwa in Form des von der chemisch-pharmazeutischen Fabrik Medice produzierten Teersprays Dermaethyl zur lokalen Teertherapie.
Als Baustoff ist Teer insbesondere bei der Verarbeitung gesundheitsschädlich. Bei Kontakt mit Wasser können polyzyklische aromatische Kohlenwasserstoffe (PAK) ins Grundwasser gelangen. Daher ist der Einsatz von Teer in Deutschland und Österreich im öffentlichen Straßenbau unter den Gesichtspunkten des Arbeits-, Boden- und Gewässerschutzes nicht mehr erlaubt. Sollen heute bei Straßenbauarbeiten alte Schichten aufgebrochen werden, bei denen ein Verdacht auf Teerhaltigkeit besteht, können Schnelltests mit UV-Licht oder Sprays, beispielsweise mit Silberiodid, eingesetzt werden. Zur weiteren Analyse werden bei positivem Testergebnis Proben genommen, an denen im Labor der PAK-Wert nach DIN ISO 18287 bestimmt wird. Das Ergebnis dieser Untersuchung bestimmt die mögliche weitere Verwendung oder Entsorgung. Nur schwach belastetes Material darf je nach Grad der Belastung in unterschiedlicher Weise wiederverwendet werden, zum Beispiel im Kaltrecycling. Um die Teer-Altlasten endgültig aus dem Recyclingkreislauf zu entfernen, sind seit Januar 2018 auf Bundesfernstraßen auch keine teerhaltigen Recyclingbaustoffe mehr zugelassen. Viele Länder haben ähnliche Vorgaben erlassen.
Um die von Teer ausgehenden Gefahren zu mindern, wurden Anfang des 19. Jahrhunderts baupolizeilichen Verordnungen hinsichtlich zur Brandverhütung in Textform erlassen. Beispielsweise erließ die herzoglich-nassauische Regierung im November 1826 eine solche Verordnung für ihr Herrschaftsgebiet. Der Ort und die Art der Aufbewahrung musste dem Ortsschultheißen zur Anzeige gebracht werden, welcher eine polizeiliche Aufsicht veranlassen konnte.